# Bloodline (Band)
Bloodline ist eine schwedische Black-Metal- und Dark-Ambient-Band.

## Bandgeschichte
Bloodline wurde 1998 oder 1999 als Projekt von Sasrof (Diabolicum) und Dödskommendanten unter dem Namen Fanate gegründet, benannte sich aber kurz darauf in Bloodline um. Im Sommer 1999 nahmen sie das Rehearsal-Demo The Firestorm auf. Die beiden darauf enthaltenen Lieder wurden 2001 in überarbeiteter Version auf der EP A Pestilence Long Forgotten veröffentlicht. 
Die Band wurde auf Eis gelegt und von Sasrof mit Set Teitan (Aborym, Dissection) reanimiert, die den Bandnamen beibehielten, aber das Konzept der Band veränderten. Für Bass, Gesang und Keyboard wurden Nigris, Roger „Nattefrost“ Rasmussen (Carpathian Forest, Nattefrost) und Nysrok Infernalien (Aborym, Alien Vampires) rekrutiert. Mit Infaustus (Setherial, Diabolical, Raven Fears) als Gastsänger wurde im Herbst 2002 die Promoaufnahme New Sodom, die zu einem Vertrag mit Selbstmord Services führte. 
Im Juni 2003 wurde im Greencastle-Studio das Debüt Werewolf Training aufgenommen. Dödskommendanten war aufgrund anderer Verpflichtungen verhindert, steuerte aber das Intro und den Titel des Albums, Werewolf Training, bei. Dieses ist in einer nebligen und dunklen Atmosphäre gehalten, die dem frühen Black Metal entspricht, hat aber durch die Verwendung von unheimlicher Samples und Effekte einen modernen Klang, „unter steter Berücksichtigung der dunklen Wurzeln“, wie Rock-Hard-Redakteur Wolf-Rüdiger Mühlmann schreibt; er bezeichnet das Album als „patente Mischung aus Carpathian Forest, Thorns und Shining […]. Hasserfüllt, manisch, hysterisch, negativ – so wie nordischer Black Metal eigentlich immer klingen sollte, aber nur noch äußerst selten klingt“. Die Band setzt teilweise melodische Gitarren- und Keyboard-Klänge ein, die aber nicht zu Abschweifungen führen. Bei I Saw a Chapel wird William Blake von Peter G. Helmkamp (Order from Chaos) rezitiert, der letzte Titel New Sodom ist ein Instrumentalstück.
Im Herbst darauf arbeitete Bloodline an einem zweiten Album namens The Axis of Chaos und schrieb einige Lieder für den Proberaum, das Material blieb aber unvollendet. 2005 stiegen Set, Nysrok und Nattefrost aus, im Jahr darauf kam Fredric „Wredhe“ Gråby (Shining, Ondskapt) als Leadgitarrist und Sänger zu Bloodline. 
2007 entstand die exklusiv für Labels gedachte Promoaufnahme Transmissions of Power, mit der die Band zu einem Vertrag mit dem deutschen Label Blut & Eisen kam. Außerdem veröffentlichte die Band die EP The Citadel of Everlasting Tyranny zum kostenlosen Herunterladen bei Misantrof ANTIRecords. Diese besteht aus einem 27 Minuten langen Dark-Ambient-Titel, mit dem eine Rede von Myron C. Fagan über die Illuminati unterlegt wurde. Ein Mitglied der Band bezeichnete die EP nachträglich als nicht besonders wichtig und die Idee, sie unter dem Namen Bloodline zu veröffentlichen, für nicht gut.
Kurz darauf kam Wrathyr (Naglfar, Bewitched, Setherial) dazu, der sich den Gesang mit Wredhe teilte und mit dem das Album Hate Procession eingespielt wurde. Die Musik klingt gegenüber dem Debütalbum aggressiver und verzweifelter, mit nur wenig Progression und Melodie. Das Konzept des Albums ist dem Titel entsprechend die Prozession des Hasses im Laufe der Geschichte und das Beiheft mit gewalttätigen Bildern der amerikanischen Geschichte unter anderem von Lynchmobs und den Terroranschlägen am 11. September 2001.

## Diskografie
- 1999: The Firestorm (Demo)
- 2001: A Pestilence Long Forgotten (7"-EP)
- 2002: New Sodom (Promo)
- 2003: Werewolf Training
- 2007: The Citadel of Everlasting Tyranny (Download-EP)
- 2009: Hate Procession
- 2022: Viva Corruption